# Nobelparken

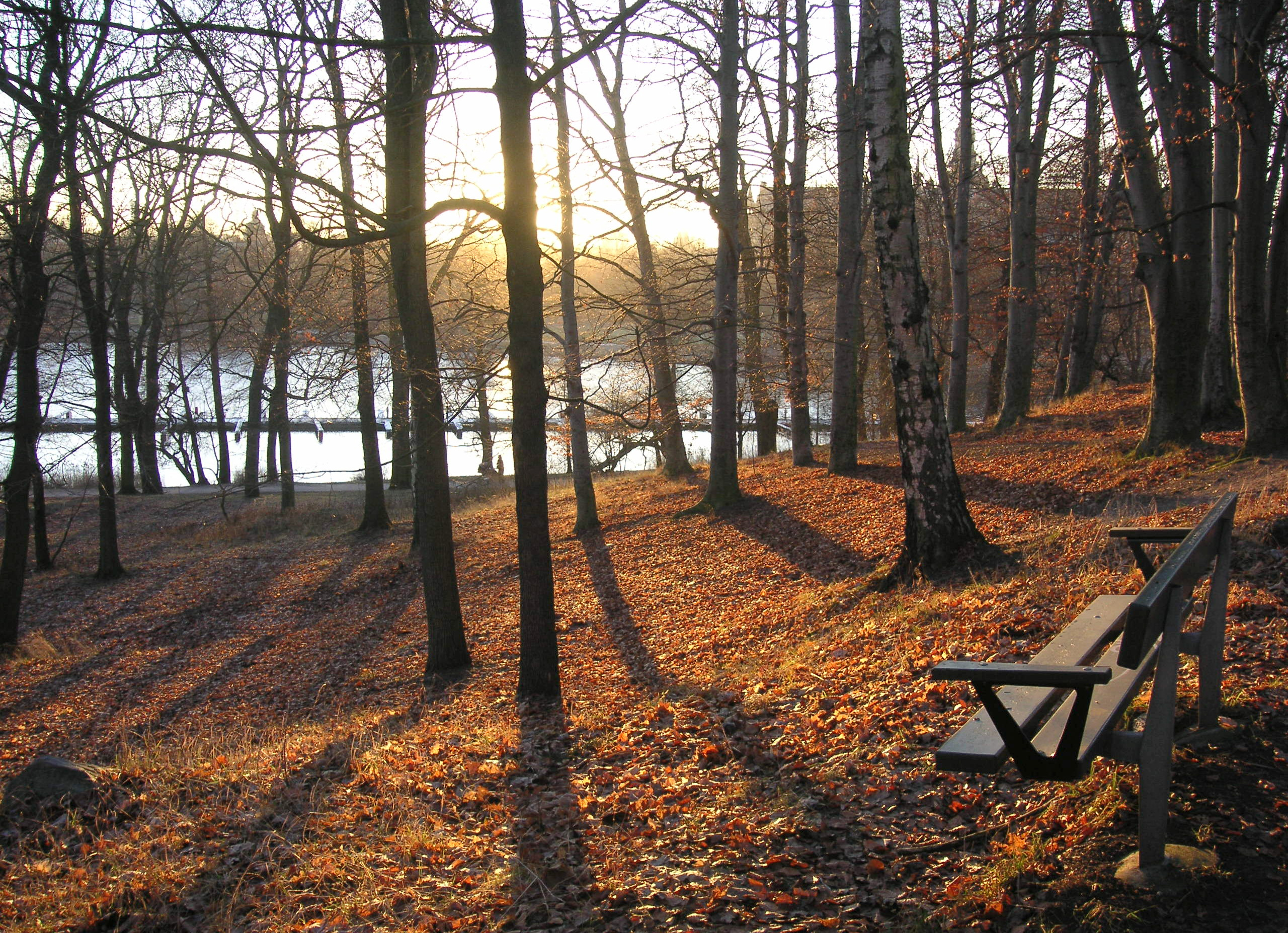
Nobelparkens arboretum i december 2007.

Nobelparken är en park på Östermalm i Stockholms innerstad som ingår i Kungliga nationalstadsparken. Öster om parken ansluter det exklusiva villaområdet Diplomatstaden. I parken fanns flera monumentala byggprojekt, som dock aldrig fullbordades. Nobelparken fick sitt nuvarande namn 1912.

## Parken
Nobelparken avgränsas i väster av Strandvägen, i norr av Dag Hammarskjölds väg, i söder av Djurgårdsbrunnsviken och i öster fortsätter parken som en smal remsa förbi Diplomatstaden fram till Dag Hammarskjölds väg.
Parken är ett så kallat arboretum, det vill säga en studieplats för träd. Vad som gör parken speciell är att här finns ett exemplar av nästan alla träd som växer vilt inom Sveriges gränser, förutom bland annat fjällbjörk, då klimatet skiljer sig för mycket från fjällvärden. Studieplatsen anlades på initiativ av dåvarande intendenten på Djurgården Israel af Ström.

## Nedlagda byggprojekt
| Palats för prins Gustaf Adolf (1905) |  | Nobelpalatset (1911) |
| Palats för prins Gustaf Adolf (1905) |  | Nobelpalatset (1911) |

Ett äldre namn på nuvarande Nobelparken var Ladugårdsberget och detta namn anknöt till den gamla kungsladugården Vädla som låg på denna plats. Parken och gatan i närheten har fått sina namn 1912 efter Alfred Nobel. År 1911 hade arkitekten Ferdinand Boberg utarbetat ritningar till ett monumentalt Nobelpalats, men planerna förverkligades aldrig.
Några år tidigare, 1905, hade Boberg lagt fram ett förslag på samma plats till ett palats för kronprins Gustaf VI Adolf och hans gemål Margareta av Storbritannien och Irland som inte heller utfördes.

## Bebyggelse och skulpturer
I västra delen av parken ligger Gamla Skogsinstitutets byggnad, ursprungligen ett hovjägmästarboställe från 1773, ombyggd 1856–1858 efter ritningar av arkitekten Johan Adolf Hawerman. Skogsinstitutet grundades 1828 av Israel af Ström, och hade sina lokaler här från 1828 till 1916, det var detta institut som ombesörjde planteringen av träden. Sedan 2011 ligger lokalerna för Israels Stockholmsambassad i byggnaden.
I östra delen av parken, mot Nobelgatan, uppfördes 1931-32 Villa Åkerlund för bokförläggaren Erik Åkerlund. Villan ritades av arkitekt Knut Perno. Numera disponeras byggnaden av USA:s ambassad i Stockholm som residens för dess ambassadör.
Vid promenadstråket finns en liten skulptur i brons, en pojke inklädd i flytväst, med en segelbåt i handen ser ut över vattnet, det är David Wretlings arbete "Den första båten", rest 1982. Längre österut, i höjd med Kruthusplan finns bronsskulpturen Den vilande Diana, ursprungligen skapad i mitten av 1500-talet av den franska konstnären Jean Goujon. En kopia restes 1964 på sin nuvarande plats. Numera

## Bilder

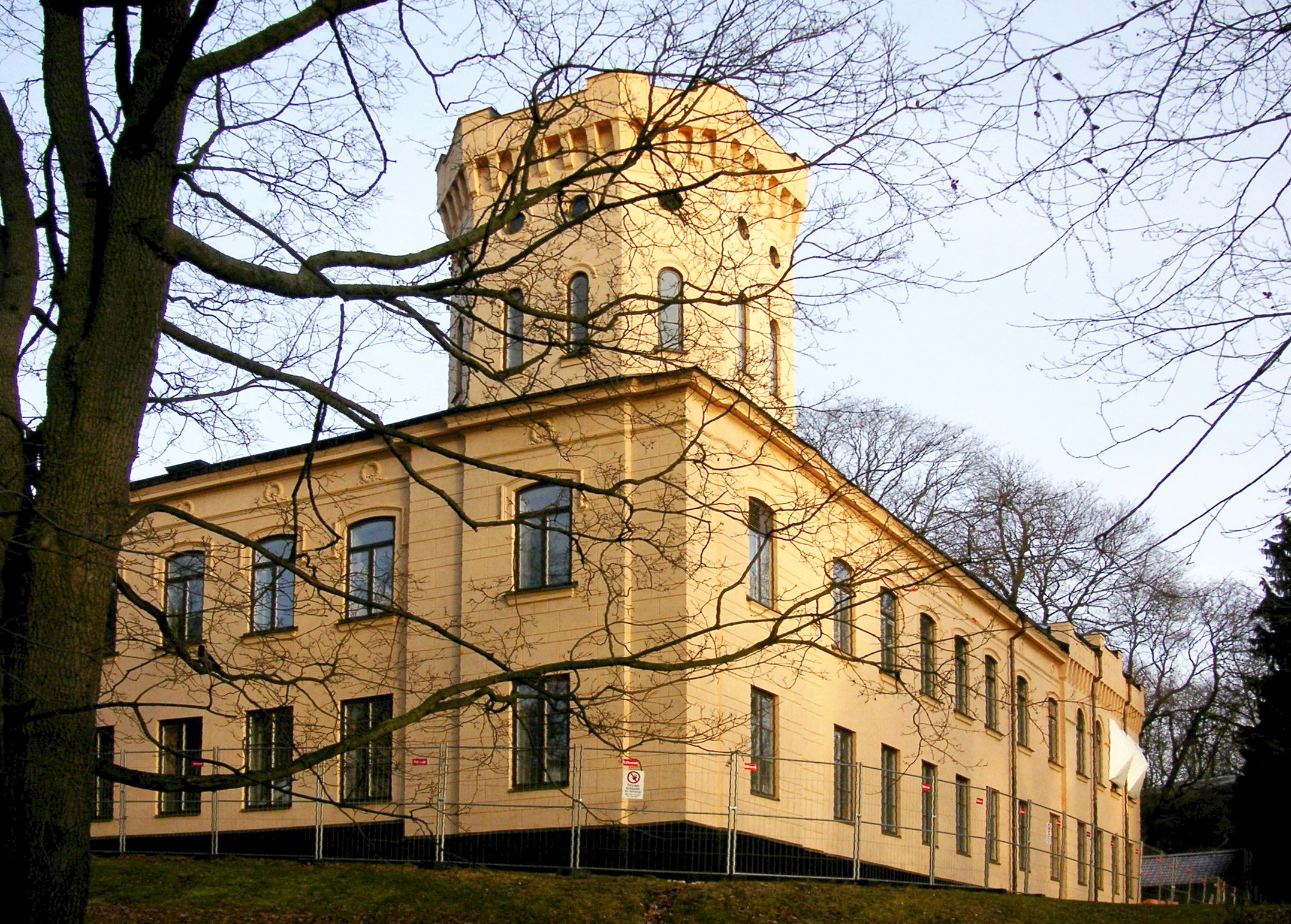
Gamla Skogsinstitutets byggnad
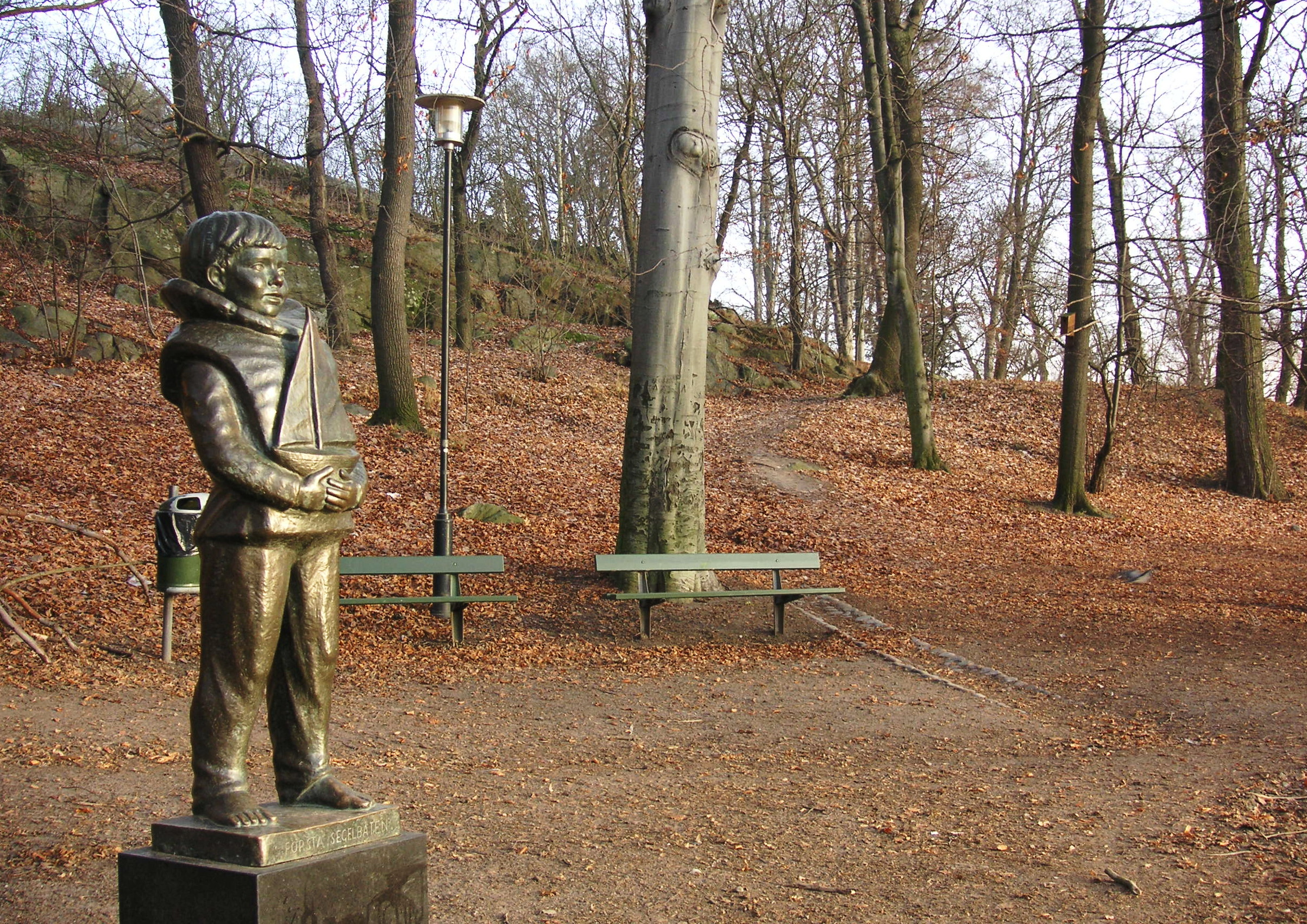
David Wretlings "Den första båten"
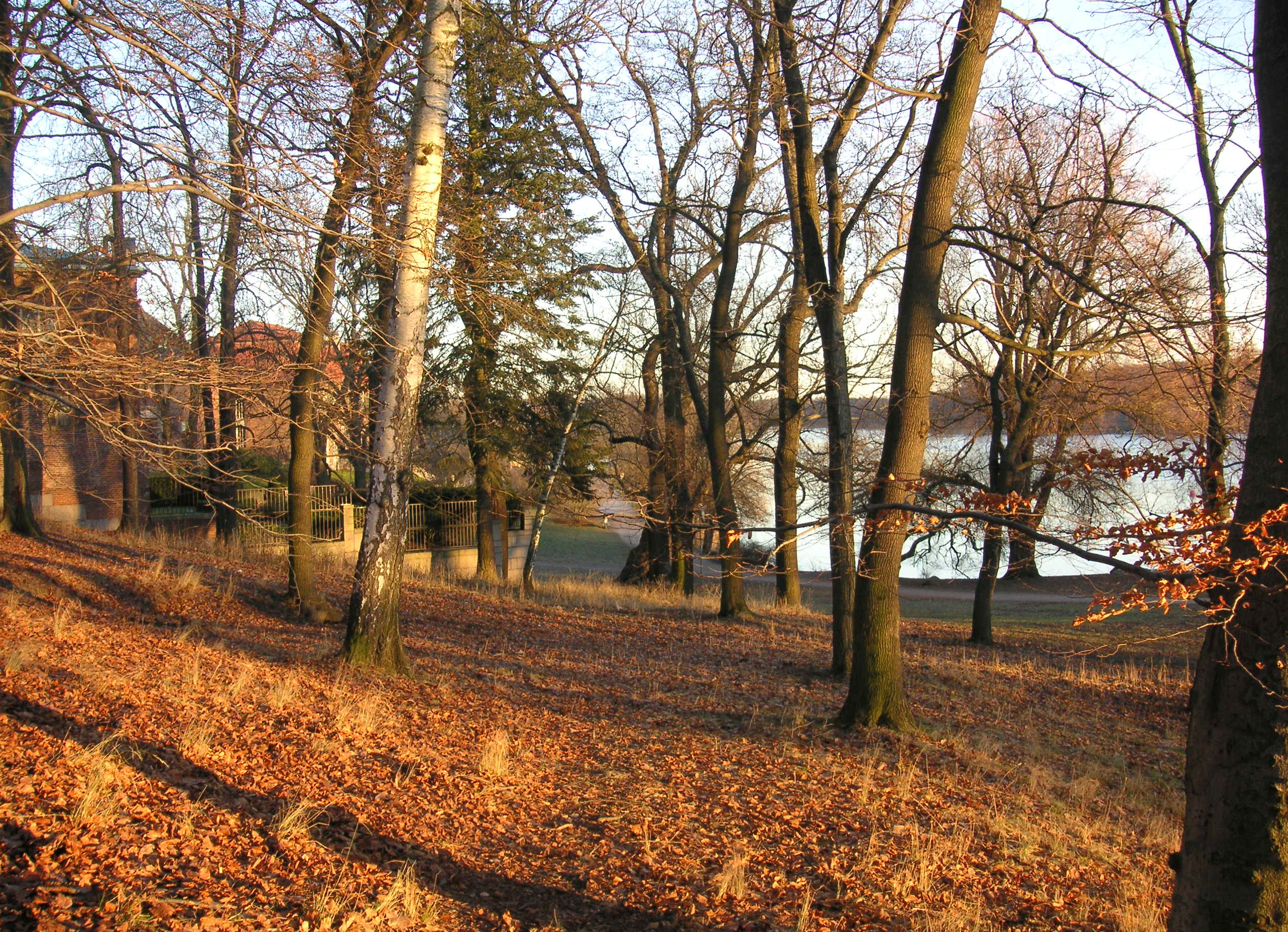
Parken mot öster
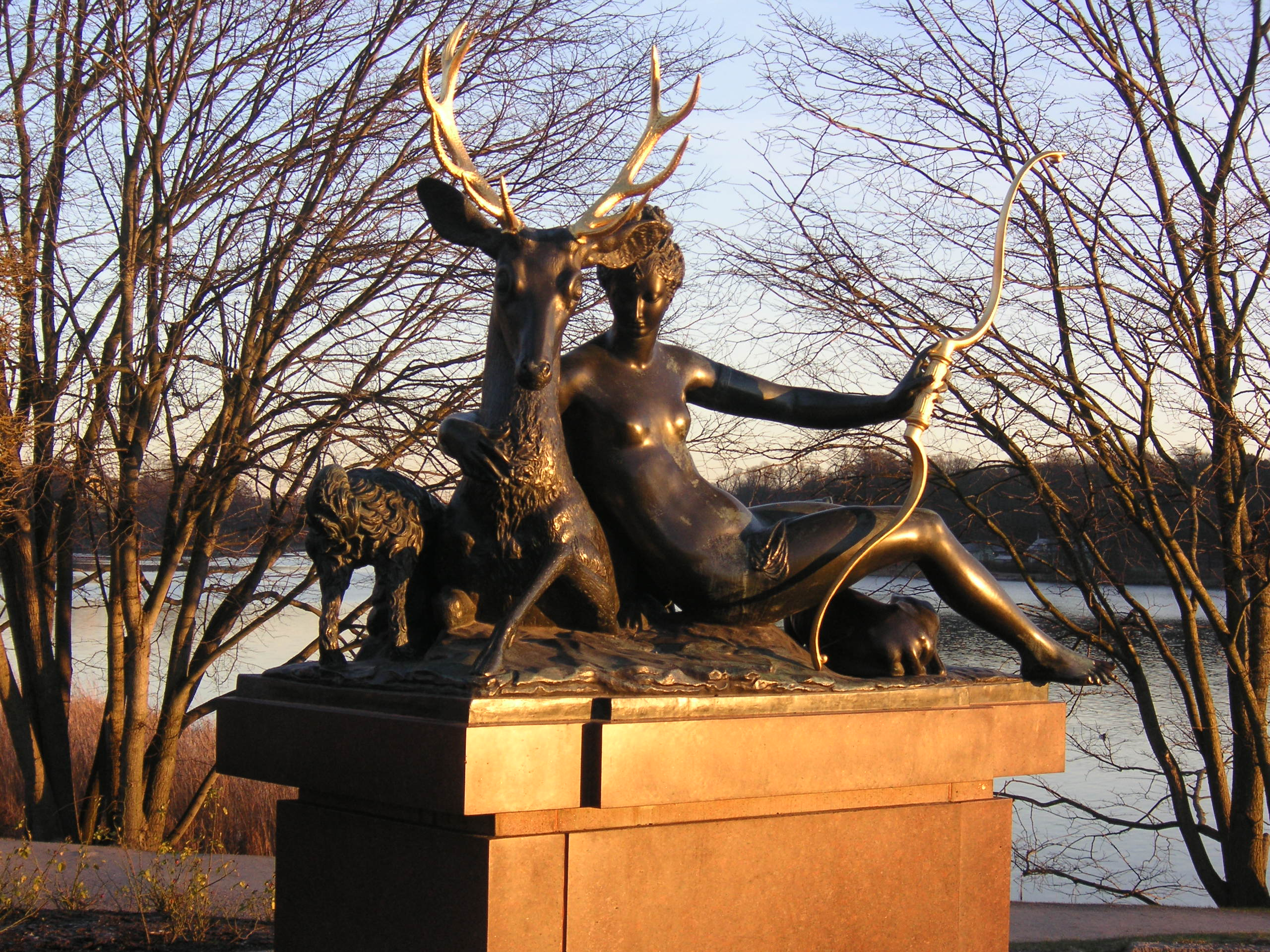
Jean Goujons "Den vilande Diana"
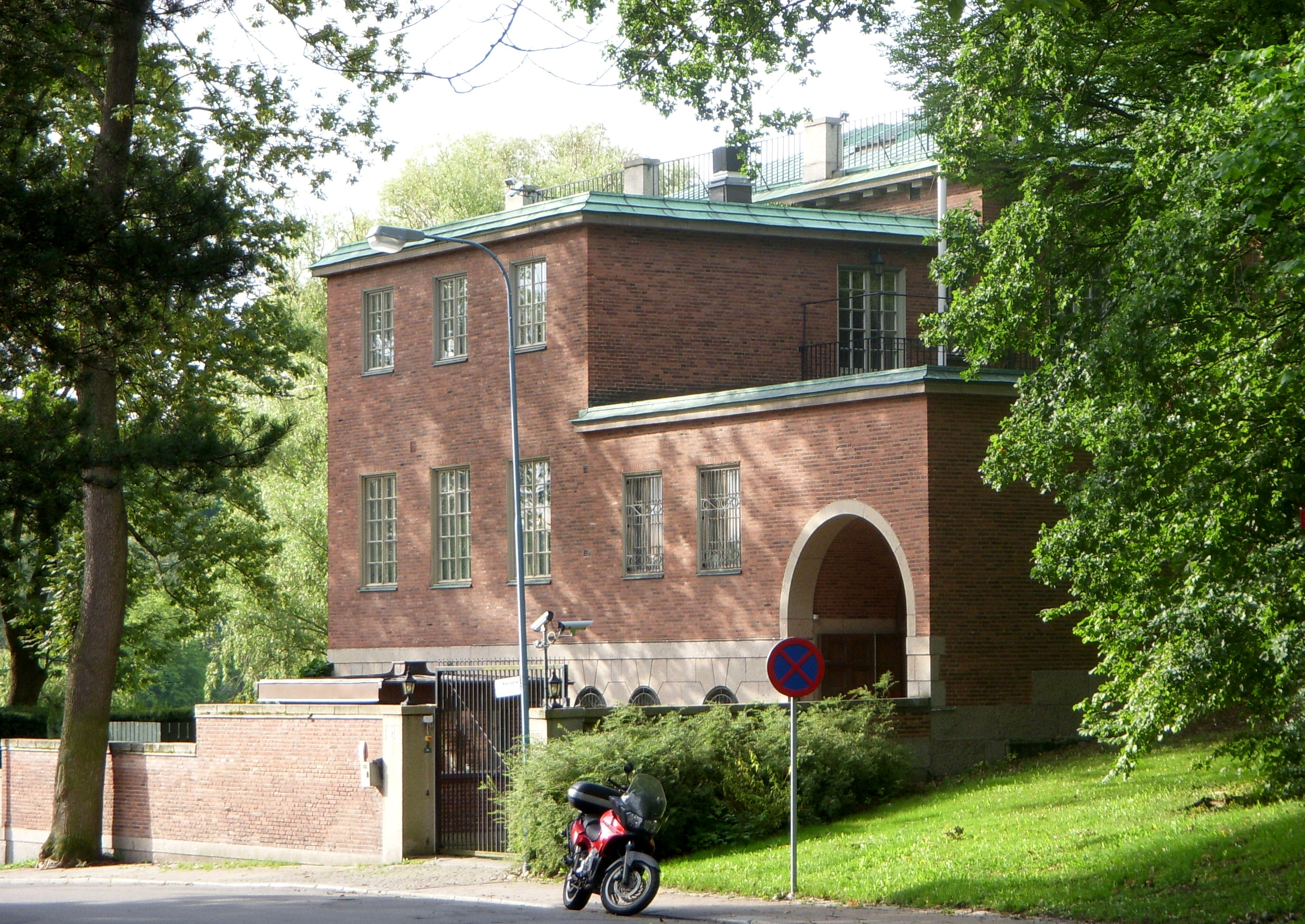
Amerikanska residenset (f.d. Villa Åkerlund)